# Министерство обороны Руанды
Министерство обороны Руанды (Минобороны Руанды; руанда Minisiteri y'Ingabo, фр. Ministère de la Défense, англ. Ministry of Defence) — орган исполнительной власти Руанды, осуществляющий функции по выработке и реализации государственной политики, нормативно-правовому регулированию в области обороны. Министр обороны отвечает за проведение и реализацию оборонных программ.

## Задачи Министерства
Министерство отвечает за сохранение территориальной целостности, ресурсов, населения страны и общих ценностей  в рамках конституции и международного права. Министерству подчиняются силы обороны Руанды, которые ведут операции как внутри страны, так и за рубежом. 
Задачи, выполняемые Министерством: 
- определение степени, в которой стратегические интересы страны могут быть защищены, в частности, когда это связано с возможным использованием сил обороны, и надлежащее консультирование правительства
- разработка оборонной политики, стратегий и программ для поддержки целей национальной безопасности
- обеспечение четких и своевременных стратегических руководств по участию сил обороны в предотвращении конфликтов, управлении кризисами, операциях по поддержанию мира и борьбе с терроризмом
- предоставление ресурсов таким образом, чтобы укрепить национальный оборонный потенциал и профессионализм в отношении общего оборонного поведения

## Список министров
Первым министром обороны была Каллиопа Мулиндахаби. Она занимала пост в течение трёх лет. После министром стал Жювеналь Хабьяримана. Он занимал должность дольше всех, с 1965 по 1991. После окончания гражданской войны, министром обороны стал Поль Кагаме. С 6 июня 2023 года пост занимает Жювеналь Маризамунда. 

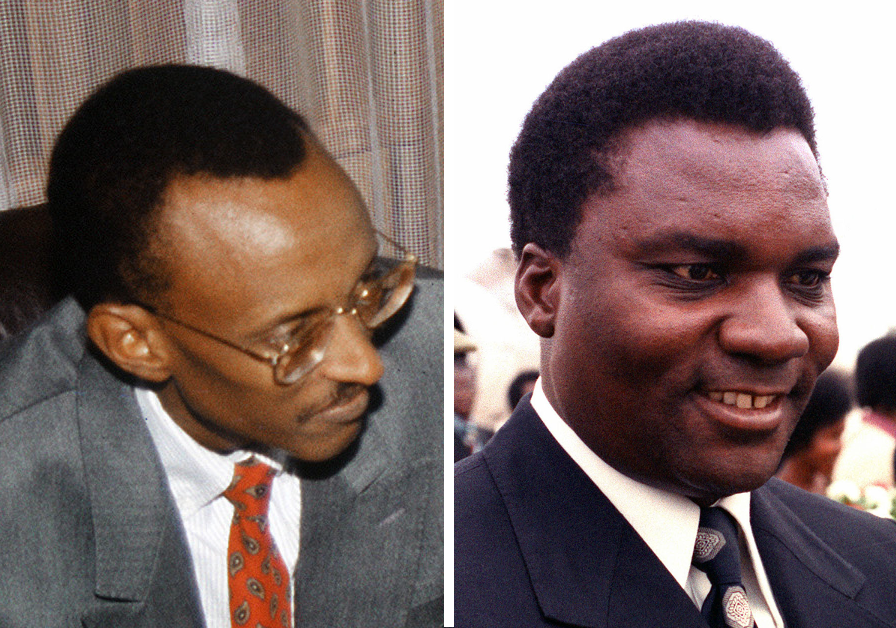
Поль Кагаме (слева) и Жювеналь Хабьяримана (справа).

| Годы                | Имя                    |
| ------------------- | ---------------------- |
| 6 июня 2023 — н. в. | Жювеналь Маризамунда   |
| 2018 — 2023         | Альберт Мурасира       |
| 2010 — 2018         | Джеймс Кабаребе        |
| 2002 — 2010         | Марсель Гайинзи        |
| 2000 — 2002         | Эммануэль Хабьяримана  |
| 1994 — 2000         | Поль Кагаме            |
| 1993 — 1994         | Огюстен Бизимана       |
| 1992 — 1993         | Джеймс Гасана          |
| 1991 — 1992         | Огюстен Ндиндилийимана |
| 1965 — 1991         | Жювеналь Хабьяримана   |
| 1962 — 1965         | Каллиопа Мулиндахаби   |

## Бюджет
На 2023 год бюджет Министерства обороны Руанды составляет около 500 миллионов долларов США. Эти средства используются для финансирования различных военно-программ, включая модернизацию военной техники и обучение военнослужащих.